# Aleksandar Ivović
Aleksandar Ivović (cyr. Александар Ивовић, ur. 24 lutego 1986 w Baošići) – czarnogórski piłkarz wodny, olimpijczyk.
W 2005 roku w barwach Serbii i Czarnogóry zdobył brązowy medal w igrzyskach śródziemnomorskich. Dwukrotnie reprezentował swój kraj na igrzyskach olimpijskich; w 2008 w Pekinie i 2012 w Londynie. W obu przypadkach zajmując wraz z drużyną czwarte miejsce. Zawodnik występował we włoskim klubie Pro Recco, i czarnogórskim PKV Jadran.